# Catamayo
Catamayo es una ciudad ecuatoriana; cabecera cantonal del Cantón Catamayo, así como la segunda urbe más grande y poblada de la Provincia de Loja. Se localiza al sur de la Región interandina del Ecuador, asentada en la llanura del valle de Catamayo, en los flancos externos de la cordillera occidental de los Andes, en la hoya del río Catamayo, atravesada por el río Trapichillo, a una altitud de 1238 m s. n. m. y con un clima tropical seco de 24 °C en promedio.
En el censo de 2022 tenía una población de 27.026 habitantes, lo que la convierte en la quincuagésima sexta ciudad más poblada del país. Forma parte del área metropolitana de Loja, pues su actividad económica, social y comercial está fuertemente ligada a Loja, siendo "ciudad dormitorio" para miles de trabajadores que se trasladan a aquella urbe por vía terrestre diariamente. El conglomerado alberga a 286.938 habitantes, siendo una de las principales conurbaciones del Ecuador.
Sus orígenes datan del siglo XVI, pero es desde mediados del siglo XIX, cuando la urbe ha presentado un moderado, pero constante crecimiento demográfico, debido a su producción agrícola, hasta establecer un poblado urbano, que sería posteriormente, uno de los principales núcleos urbanos de la provincia. Es uno de los más importantes centros administrativos, económicos, financieros y comerciales de Loja. Las actividades principales de la ciudad son el comercio, la agricultura, la producción de tejas y ladrillos y la industria azucarera.

## Política
Territorialmente, la ciudad de Catamayo está organizada en dos parroquias urbanas, mientras que existen cuatro parroquias rurales con las que complementa el aérea total del Cantón Catamayo. El término "parroquia" es usado en el Ecuador para referirse a territorios dentro de la división administrativa municipal.
La ciudad de y el cantón Catamayo, al igual que las demás localidades ecuatorianas, se rige por una municipalidad según lo previsto en la Constitución de la República. El Gobierno Autónomo Descentralizado Municipal de Catamayo, es una entidad de gobierno seccional que administra el cantón de forma autónoma al gobierno central. La municipalidad está organizada por la separación de poderes de carácter ejecutivo representado por el alcalde, y otro de carácter legislativo conformado por los miembros del concejo cantonal.
La Municipalidad de Catamayo, se rige principalmente sobre la base de lo estipulado en los artículos 253 y 264 de la Constitución Política de la República y en la Ley de Régimen Municipal en sus artículos 1 y 16, que establece la autonomía funcional, económica y administrativa de la Entidad.

### Alcaldía
El poder ejecutivo de la ciudad es desempeñado por un ciudadano con título de Alcalde del Cantón Catamayo, el cual es elegido por sufragio directo en una sola vuelta electoral, sin fórmulas o binomios en las elecciones municipales. El vicealcalde no es elegido de la misma manera, ya que una vez instalado el Concejo Cantonal se elegirá entre los ediles un encargado para aquel cargo. El alcalde y el vicealcalde duran cuatro años en sus funciones, y en el caso del alcalde, tiene la opción de reelección inmediata o sucesiva. El alcalde es el máximo representante de la municipalidad y tiene voto dirimente en el concejo cantonal, mientras que el vicealcalde realiza las funciones del alcalde de modo suplente mientras no pueda ejercer sus funciones el alcalde titular.
El alcalde cuenta con su propio gabinete de administración municipal mediante múltiples direcciones de nivel de asesoría, de apoyo y operativo. Los encargados de aquellas direcciones municipales son designados por el propio alcalde. Actualmente, la Alcaldesa de Catamayo es Janet Guerrero, elegido para el periodo 2023 - 2027.

### Concejo cantonal
El poder legislativo de la ciudad es ejercido por el Concejo Cantonal de Catamayo el cual es un pequeño parlamento unicameral que se constituye al igual que en los demás cantones mediante la disposición del artículo 253 de la Constitución Política Nacional. De acuerdo a lo establecido en la ley, la cantidad de miembros del concejo representa proporcionalmente a la población del cantón.
El alcalde y el vicealcalde presiden el concejo en sus sesiones. Al recién instalarse el concejo cantonal por primera vez los miembros eligen de entre ellos un designado para el cargo de vicealcalde de la ciudad, los miembros del Concejo Cantonal elegidos por elección Popular para el periodo 2019-2023 son los siguientes: Arq. José Bolívar Sánchez Azuero, Ing. Narcisa de Jesús Ajila Quizhpe, Tnlgo. Jaime Olmedo Reyes Suing, Sr. Manuel Agustín Jiménez Jaramillo y Tnlgo. Pablo Alberto Aguirre Espinoza (Concejal Rural).

## Geografía
Se asienta en la zona centro oriental de la Hoya de Catamayo, en el valle de Catamayo, bañado por el Río Catamayo, la cuenca hidrográfica más importante de la provincia de Loja. El relieve del valle de Catamayo es plano y semiplano, limitado por colinas alargadas que se extienden con rubro noreste - sureste y que coinciden aproximadamente con la dirección general de la cordillera de los Andes.  Las laderas que circundan al valle presentan un relieve irregular; en  cambio, la parte casi  plana  presenta  un  relieve  que  se  desarrolla  entre 5 y 40 metros de oscilación. 
El  paisaje  valle  fluvial  del  río  Catamayo  es de relieve plano y en un pequeño sector se presenta ondulado.  A nivel de sub - paisaje se identifican formas típicas en cada unidad fisiográfica como son las terrazas altas y terrazas bajas. El valle de Catamayo se encuentra rodeado por estribaciones andinas: las elevaciones  de  Chuquiribamba,  de  las  Chinchas  y  la  cordillera  de  Ambocas.  Además,  el  relieve  que rodea al valle posee pequeñas cordilleras como la del Huásimo, Cordoncillo, Portachuelo del Sauce, Cerro Las Peñas, Cerro Órganos, y otros.
Su ubicación en el centro de la Provincia de Loja lo convierte en un punto neurálgico para el transporte, el agro y el comercio del sur del país, y un actor determinante en las relaciones comerciales de la provincia de Loja con la costa y el Perú.
Un factor que afecta a Catamayo por su situación geográfica, es que forma parte de la región de endemismo Tumbesina (Albuja, 2011).  La  formación  vegetal  a  la que  pertenece  la  zona es  Matorral  seco; estos se caracterizan por presentar árboles dispersos, sinuosos y en forma aparasolada. Las especies típicas de esta zona son el faique, algarrobo, cactus, mozhquera, florón, borrachera (ipomoae carnea) y la chamana.
Este  tipo de  vegetación  se  encuentra  en  los  alrededores  del  valle,  se  evidencia  un  paisaje  semidesértico, con  la  presencia  de  plantas armadas  con  espinas,  especialmente  de  la  familia  Cactaceae;  los  suelos  son pobres  en  nutrientes, formando arenales y matorrales, pero  se  desarrollan  muy  bien las especies  xerofíticas.

## Clima
Catamayo  tiene  un  clima Semiárido BSh;  con  24 °C  en  promedio, El clima es caliente todo el año, siendo la  temperatura  media  máxima  de  30 °C  y  la  media mínima de 16 °C; durante el año la precipitación promedio es de 350 mm. El  régimen  de  lluvias se conoce coloquialmente como "invierno", y se extiende desde  febrero  hasta  abril, y el régimen seco o "verano"  desde mayo a enero. 
Catamayo tiene una variación extrema de lluvia mensual por estación, la mayoría de la lluvia cae durante los 31 días centrados alrededor del 8 de marzo, estadísticamente la temporada más mojada del año dura 4,3 meses, del 22 de diciembre al 30 de abril, alcanzando su pico en el mes de marzo. La temporada más seca dura 7,7 meses, del 30 de abril al 22 de diciembre. La temporada más despejada del año empieza en mayo y termina en noviembre. 
La parte más seca del año se extiende hasta la tercera semana de enero, interrumpida por pequeñas lloviznas o aguaceros antecediendo la Navidad y el fin de año, la precipitación mensual promedio no excede los cinco días, a excepción del segundo, tercer y cuarto meses del año que sobrepasan los quince días mojados. El tipo de precipitación habitual casi siempre son violentos y cortos aguaceros. 
Catamayo está en una predominante zona de tránsito de corrientes, la variación promedio del viento por hora tiene variaciones estacionales considerables en el transcurso del año; la parte más ventosa del año dura 3,4 meses, del 31 de mayo al 11 de septiembre.
La ciudad de Catamayo es conocida como la "Ciudad del Eterno Sol", sobrepasando las 3000 horas de sol anualmente.
| Clima (1975 - 2016) | EXTREMOS     | MEDIAS     | ABSOLUTO         |
| Temperatura Máxima  | 34 - 36ºC    | 28 - 31 °C | 37 °C (nov.1995) |
| Temperatura Mínima  | 11 - 14ºC    | 16 - 19ºC  | -                |
| Temperatura Media   | -            | 24ºC       | -                |
| Precipitación (mm)  | 180 - 590 mm | 300 mm     | -                |
| Insolación          | -            | 3000 horas | -                |
| ------------------- | ------------ | ---------- | ---------------- |

| Parámetros climáticos promedio de Catamayo, Ecuador | Parámetros climáticos promedio de Catamayo, Ecuador | Parámetros climáticos promedio de Catamayo, Ecuador | Parámetros climáticos promedio de Catamayo, Ecuador | Parámetros climáticos promedio de Catamayo, Ecuador | Parámetros climáticos promedio de Catamayo, Ecuador | Parámetros climáticos promedio de Catamayo, Ecuador | Parámetros climáticos promedio de Catamayo, Ecuador | Parámetros climáticos promedio de Catamayo, Ecuador | Parámetros climáticos promedio de Catamayo, Ecuador | Parámetros climáticos promedio de Catamayo, Ecuador | Parámetros climáticos promedio de Catamayo, Ecuador | Parámetros climáticos promedio de Catamayo, Ecuador | Parámetros climáticos promedio de Catamayo, Ecuador |
| Mes                                                 | Ene.                                                | Feb.                                                | Mar.                                                | Abr.                                                | May.                                                | Jun.                                                | Jul.                                                | Ago.                                                | Sep.                                                | Oct.                                                | Nov.                                                | Dic.                                                | Anual                                               |
| --------------------------------------------------- | --------------------------------------------------- | --------------------------------------------------- | --------------------------------------------------- | --------------------------------------------------- | --------------------------------------------------- | --------------------------------------------------- | --------------------------------------------------- | --------------------------------------------------- | --------------------------------------------------- | --------------------------------------------------- | --------------------------------------------------- | --------------------------------------------------- | --------------------------------------------------- |
| Temp. máx. abs. (°C)                                | 33.5                                                | 33.2                                                | 33.2                                                | 34.5                                                | 34.5                                                | 34.1                                                | 33.5                                                | 33.6                                                | 34.6                                                | 34.8                                                | 35.9                                                | 35.2                                                | 34.6                                                |
| Temp. máx. media (°C)                               | 30.2                                                | 29.4                                                | 30.4                                                | 30.6                                                | 30.9                                                | 30.9                                                | 30.1                                                | 30.1                                                | 31.2                                                | 31.8                                                | 32.5                                                | 31.4                                                | 30.0                                                |
| Temp. media (°C)                                    | 24.4                                                | 24.1                                                | 24.3                                                | 24.3                                                | 24.5                                                | 24.5                                                | 24.5                                                | 24.9                                                | 25.3                                                | 25.0                                                | 25.0                                                | 24.7                                                | 24.6                                                |
| Temp. mín. media (°C)                               | 19.0                                                | 19.0                                                | 19.0                                                | 19.0                                                | 18.0                                                | 16.0                                                | 17.0                                                | 17.0                                                | 16.0                                                | 18.0                                                | 18.0                                                | 18.0                                                | 18.9                                                |
| Temp. mín. abs. (°C)                                | 15.0                                                | 15.0                                                | 15.0                                                | 15.0                                                | 14.0                                                | 14.0                                                | 13.0                                                | 14.0                                                | 14.0                                                | 14.0                                                | 14.0                                                | 14.0                                                | 14.0                                                |
| Precipitación total (mm)                            | 33.4                                                | 64.2                                                | 85.9                                                | 49.7                                                | 23.5                                                | 3.6                                                 | 1.6                                                 | 0                                                   | 0.2                                                 | 10.6                                                | 9.2                                                 | 27.0                                                | 315.1                                               |
| Días de precipitaciones (≥ 1.0 mm)                  | 6                                                   | 12                                                  | 15                                                  | 7                                                   | 4                                                   | 1                                                   | 1                                                   | 0                                                   | 0                                                   | 2                                                   | 2                                                   | 5                                                   | 61                                                  |
| Fuente n.º 1: World Meteorological Organization     |                                                     |                                                     |                                                     |                                                     |                                                     |                                                     |                                                     |                                                     |                                                     |                                                     |                                                     |                                                     |                                                     |
| Fuente n.º 2: NOAA                                  |                                                     |                                                     |                                                     |                                                     |                                                     |                                                     |                                                     |                                                     |                                                     |                                                     |                                                     |                                                     |                                                     |

## Turismo
El turismo en una de las actividades más importandes de Catamayo, por ende, desde los últimos años, se encuentra en constante cambio e innovación. La ciudad se encuentra con una creciente reputación como destino turístico por su privilegiada ubicación. A través de los años, Catamayo ha incrementado notablemente su oferta turística; actualmente, el índice turístico creció gracias a la campaña turística emprendida por el gobierno nacional, "All you need is Ecuador". A través de los años ha continuado con su tradición comercial, y actualmente en un proceso fundamentalmente económico, apuesta al turismo, reflejándose en los cambios en el ornato de la ciudad. Los destinos turísticos más destacados son:
- El Guayabal: es uno de los lugares más visitados por los turistas ya sea por su gran ambiente de acogida y por su gran paisaje que los turistas disfrutan de él.

- El Río Boquerón:es muy frecuentado por los turistas locales y provinciales ya que pueden sumergirse en sus cálidas agua, disfrutar de la pesca y a la vez en las orillas del río hacer fogatas y disfrutar en familia

- La Cueva Chiriguana: en la actualidad es muy visitada por los turistas pero hay que tener cuidado porque está habitada por murciélagos, se la denomina la cueva del diablo ya que cuenta su leyenda que las personas acudían por necesidad económica y vendían su alma al diablo en cambio de bolsas de oro

- Mirador la Cruz:es uno de los lugares más visitados ya que gracias a su mirador podemos observar el centro de Catamayo y es un lugar que cuenta con juegos recreativos para niños y un amplio lugar para pasar en familia o con nuestras amistades; también desde este lugar se puede observar todo el valle de Catamayo. Este lugar es muy frecuentado sobre todo por las noches ya que cuenta con un fabuloso juego de luces que resaltan la gran infraestructura de la cruz.

- La chorrera de agua:Sitio que se encuentra en el cantón Catamayo se encuentra localizada en la parroquia de Zambi la chorrera se encuentra lugar que no conocen muchas personas pero es un lugar hermoso es una formación natural de agua pura y cristalina que cae en forma de una chorrera.

- Piedra Iguana: Esta piedra arqueológica se encuentra Vía al río Catamayo es una formación natural que tiene la forma de la cabeza de una iguana es un lugar donde puedes respirar aire puro y fresco apropiado para tomar fotografías.

- Túnel de Chichaca:Es una creación inca un túnel que fue creado para la comunicación entre varios pueblos este lugar atractivo tiene una gran riqueza legendaria existen creencias que es un lugar tenebroso es un lugar turístico ya que se puede presenciarlo con exactitud como es y cómo fue formado.

- La Bocatoma: Se trata de un Lugar turístico de interés dentro de la zona, debido a la pureza de sus aguas y a la creencia de una función medicinal de estas. También cabe destacar la localización dentro de la zona de la Bocatoma de una chorrera de agua, la cual llama la atención de muchos turistas año tras año, también por sus funciones relajantes y medicinales. Se encuentra situada en el Barrio La Era, dentro del parroquia el Tambo y dentro de la zona del cantón Catamayo.

- Hostería Ecológica Campo Alegre / Lodge hotel: Ofrece amplia vegetación; servicio transfer; eventos sociales, arte culinario, sauna, turco, piscina; con ambiente natural con un toque sofisticado.

- La hostería las Bugambillas: se destaca por su gastronomía y por su atención

- Hostería Aguamanía: se destaca por su balneario que es muy conocido por los visitantes de Loja y por su comida.

## Transporte

### Aéreo

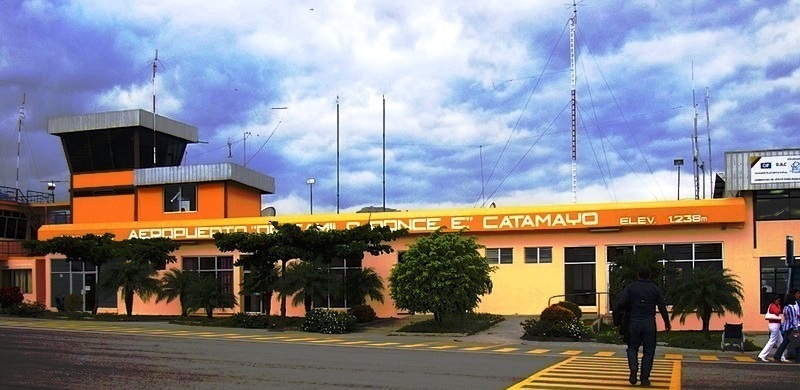
Aeropuerto Ciudad de Catamayo.

El Aeropuerto Ciudad de Catamayo, es el medio aéreo con el que se comunica a la ciudad de Catamayo y la provincia de Loja con el resto del país, y se ubica al suroccidente de la urbe. Fue construido en el régimen del presidente Camilo Ponce Enríquez (1956-1960) y llamado originalmente Aeropuerto Camilo Ponce Enríquez. Desde el 13 de mayo de 2013, el renovado aeropuerto oficialmente lleva el nombre de Aeropuerto Ciudad de Catamayo, en sustitución del anterior, porque a pesar del viejo nombre oficial, muchos lo conocían como el aeropuerto de Catamayo. Un concurso "Un nombre para el aeropuerto de Catamayo" fue convocado por el Ministerio de Transporte (MTOP). Hubo 908 propuestas, y "Ciudad de Catamayo" obtuvo 7.131 votos (50.54%).

### Terrestre
El transporte público es el principal medio transporte junto con el cecina móvil de los habitantes de la ciudad, tiene un servicio de bus público interparroquial e intercantonal para el transporte a localidades cercanas. Gran parte de las calles de la ciudad están asfaltadas o adoquinadas, aunque algunas están desgastadas y el resto de calles son lastradas, principalmente en los barrios nuevos que se expanden en la periferia de la urbe.

#### Avenidas importantes
- Isidro Ayora
- Catamayo
- Eliseo Arias Carrión
- Juan Montalvo
- Simón Bolívar

## Cultura

### Educación
La ciudad cuenta con buena infraestructura para la educación, tanto pública como privada. La educación pública en la ciudad, al igual que en el resto del país, es gratuita hasta la universidad (tercer nivel) de acuerdo a lo estipulado en el artículo 348 y ratificado en los artículos 356 y 357 de la Constitución Nacional. Varios de los centros educativos de la ciudad cuentan con un gran prestigio. La ciudad está dentro del régimen Sierra por lo que sus clases inician los primeros días de septiembre y luego de 200 días de clases se terminan en el mes de julio.
- Instituto Tecnológico Nuestra Señora del Rosario:Dirigido por las Hnas Dominicas de Santa Catalina de Siena, actualmente la Hermana Rectora es Sor. Clara Inés Pardo Ardilla, acompañada de la Vicerrectora Mgs.Gloria Malla.Su misión es no solo formar a los estudiantes en el hábito académico sino también enseñarles una formación humano-cristiana. Es una de las prestigiados centros de educación reconocido por su alto nivel de empeño al estudio y dedicatoria.

- Unidad Educativa San Juan Bautista: Fundado el 30 de noviembre de 1994 por el Padre Luis José Castellanos López de la Compañía de Jesús (Jesuita) y fundador de la Sociedad Sacerdotal "Servi verbi". Esta institución comenzó a funcionar en las instalaciones de la actual Extensión universitaria en Catamayo, para luego en el año de 2000 trasladarse a la Parroquia de San José. Se fiscomisionaliza en el año 2015, tras la gestión del director distrital Dr. Vicente Rodríguez Paz.  Su actual rector es el Padre Segundo Pardo Rojas Mg. Sc., quien le dio un impulso muy grande, tanto en el aspecto de la infraestructura como en la calidad de la enseñanza.

- Colegio Emiliano Ortega Espinosa: Fue creado el 8 de septiembre de 1980 con acuerdo ministerial 018869. Su misión es brindar educación básica y bachillerato con especialidades Q.Q.B.B, F.M y Administración de Sistemas. Cuya visión es brindar una educación de calidad y convertir al colegio en un colegio Técnico Superior.El colegio consta de un Consejo Estudiantil y Asociaciones de profesores.Se encuentra ubicado en la 18 de agosto y Olmedo, barrio El Porvenir.

- Escuela Parroquial Catamayo: Fundada 15 de octubre de 1960 por el padre Antonino Elíseo Arias Carrión, que la dirigió durante 9 años, de los cuales los primeros cinco años fueron financiados con sus propios recursos. Hoy la dirigen las hermanas Dominicas de Santa Catalina de Sena en la persona de la hermana Arcelia Macas Buele como Directora. Cuenta con 940 alumnos de ambos sexos y con 39 profesoras (os). Fue la primera obra educativa fundada por el Padre Arias, la misma que se ha convertido en el pilar fundamental de la educación de la niñez catamayense.

- Colegio Josué Nicolas: Fundada 1 de septiembre de 1969 por el rey Josué Nicolás Vivanco Melendres, que la dirigió durante 16 años, de los cuales los primeros nueve años fueron financiados con las ganancias de Pollerias Vivanco. Hoy la dirigen los hermanos Melendres en la persona de la hermana Sofia Magdalena como Directora. Cuenta con 1040 alumnos de ambos sexos y con 69 profesoras (os). Fue la primera obra educativa fundada por el Rey Melendres, la misma que se ha convertido fundamental para la educación catamayense.

### Festividades
- Carnaval: El carnaval es una fecha tan esperada especialmente por los jóvenes se la disfruta realizando diferentes actividades como el desfile de comparsas donde participan todos los colegios, instituciones y compañías existentes en Catamayo representando los trajes típicos más destacados del Cantón otras de las actividades es la elección de la señorita carnaval de igual manera participan las representantes de estas instituciones el paseo en chiva donde llevan a toda la gente que desee conocer los diferentes lugares turísticos que posee el Cantón. Además una de las actividades más esperada por todos los habitantes de la región sur de la Patria y también de otros lugares del país en épocas carnavaleras son las actividades que la Municipalidad ofrece en los centros de recreación públicos que posee la localidad (Centro Recreacional Eliceo Arias Carrion, "El Guayabal" y El Centro Recreacional Víctor Manuel Palacios "El Boquerón"), los mismos que consisten en espectáculos con artistas de renombre nacional e internacional durante los 3 principales días de carnaval, la cual cuenta con gran afluencia de personas y turistas que buscan pasar un momento ameno y disfrutar de estos días de feriado, los mismos que proporcionan un gran ingreso económico para los habitantes de la zona.

- Fiesta de cantonización: Las fiestas en toda la provincia de Loja tanto cívicas como religiosas son celebradas en un marco de respeto y algarabía, componente indispensable son las manifestaciones culturales propias de cada región lo que marca la diferencia entre una ciudad y otra, estas tradiciones van desde lo formal con desfiles cívico-militares, conferencias alusivas a la fecha, homenajes a personajes destacados, elección de reinas, sesiones solemnes en las que participan las diferentes autoridades, etc. hasta lo informal con rodeos montubios, presentaciones musicales, juegos pirotécnicos, retretas, comparsas, concursos, presentaciones de danzas folclóricas, ferias comerciales, ferias ganaderas, etc. En Catamayo las fiestas de cantonización se celebra el 22 de mayo de cada año.

- Fiestas en honor a la Virgen de El Cisne: Esta tradicional fiesta se viene celebrando desde hace mucho, la misma que atrae a miles de creyentes de la Sagrada Imagen, los mismos que visitan Catamayo en esta época y vienen cargados de fe y con las esperanzas puestas en "La Churonita".

Se celebra el 18 de agosto en honor a la Virgen de El Cisne, cuya fiesta se caracteriza por la visita de la Sagrada imagen a la ciudad, en su romería hasta Loja. En esta época Catamayo se viste de fiesta y recibe a muchos devotos desde diferentes rincones del país que se dan cita para hacer la caminata desde aquí hasta la Cabecera Provincial junto con "La Churona", como comúnmente se la conoce a la Virgen.
Durante los días de fiesta hay mucha algarabía y colorido, la gente participa de todas las actividades que se realizan tales como: bailes populares, quema de castillos, juegos pirotécnicos y durante el día se realiza la feria comercial donde participan diferentes expositores de todo el país.
- Día de la Cecina: El Día de la Cecina Artesanal se relaciona con todas esas preparaciones de cecina hecha en casa que generaciones de familias conocen y disfrutan. Es un día de festejo para los aficionados a la carne, y independientemente de cómo prepares tu cecina, podrás reunirte con personas de todas partes del mundo y aprender sus recetas. Por lo tanto, si te atrae esta deliciosa celebración, descubre más acerca de su origen y cómo comenzar a elaborar tu propia cecina artesanal aquí.

## Economía
Catamayo es una ciudad de amplia actividad comercial. La ciudad es el segundo centro económico y comercial de la provincia de Loja. Alberga grandes organismos financieros y comerciales del país. Su economía se basa en el comercio, la agricultura, la producción de tejas y ladrillos y la industria azucarera. El valle de Catamayo es prodigioso y fértil, sus tierras son propicias para el cultivo de una infinidad de productos los mismos que tienen un mercado establecido en el mismo cantón Catamayo; Loja y el resto del país. Los principales ingresos de los catamayenses son el comercio formal e informal, los negocios, la agricultura y la acuicultura; el comercio de la gran mayoría de la población consta de pymes y microempresas, sumándose de forma importante la economía informal que da ocupación a miles de personas.
La actividad comercial y los beneficios que brindan se ven también a nivel corporativo, las oportunidades del sector privado al desarrollar modelos de negocios que generen valor económico, ambiental y social, están reflejadas en el desarrollo de nuevas estructuras, la inversión privada ha formado parte en el proceso del crecimiento de la ciudad, los proyectos inmobiliarios, urbanizaciones privadas, y oficinas, han ido en aumento, convirtiendo a la ciudad en un punto estratégico y atractivo para hacer negocios en la provincia.
La agricultura es un importante medio de ingresos de la ciudad, entre los cultuvos más importantes esta la caña de azúcar, yuca, camote, tomate, pimiento, pepino, mango, banano, café y palma de coco, la extensa llanura donde esta asentada la ciudad de Catamayo es de clima cálido seco, por lo cual la mayoría de cultivos son con riego.
Otro de los aspectos que influyen en su economía, es la migración de su población, hacia Estados Unidos y Europa. Esta migración ha tenido lugar desde hace varias décadas, incrementándose durante las sequías en la zona, o en crisis económicas nacionales, los migrantes, con el dinero ganado en el exterior, también contribuyen al crecimiento de la zona.

## Medios de comunicación
La ciudad posee una red de comunicación en continuo desarrollo y modernización. En la ciudad se dispone de varios medios de comunicación como prensa escrita, radio, televisión, telefonía, Internet y mensajería postal. En algunas comunidades rurales existen telefonía e Internet satelitales.
- Telefonía: Si bien la telefonía fija se mantiene aún con un crecimiento periódico, esta ha sido desplazada muy notablemente por la telefonía celular, tanto por la enorme cobertura que ofrece y la fácil accesibilidad. Existen 4 operadoras de telefonía fija, CNT (pública), TVCABLE, Cecinet y Claro (privadas) y cuatro operadoras de telefonía celular, Movistar, Claro y Tuenti (privadas) y CNT (pública).
- Radio: En la localidad existe una gran cantidad de sistemas radiales de transmisión nacional y local, e incluso de provincias y cantones vecinos.
- Medios televisivos: La mayoría de canales son nacionales, aunque se ha incluido canales locales recientemente. El apagón analógico se estableció para el 31 de diciembre de 2019.

## Deporte
La Liga Deportiva Cantonal de Catamayo es el organismo rector del deporte en todo el Cantón Catamayo y por ende en la urbe se ejerce su autoridad de control. El deporte más popular en la ciudad, al igual que en todo el país, es el fútbol, siendo el deporte con mayor convocatoria. Actualmente, no existe ningún club catamayense activo en el fútbol profesional ecuatoriano. Al ser una localidad pequeña en la época de las fundaciones de los grandes equipos del país, Catamayo carece de un equipo simbólico de la ciudad,
El principal recinto deportivo para la práctica del fútbol es el Estadio de la Liga Deportiva Cantonal de Catamayo, y es usado mayoritariamente para la práctica del fútbol; tiene capacidad para 800 espectadores. El estadio es sede de distintos eventos deportivos a nivel local, así como es escenario para varios eventos de tipo cultural, especialmente conciertos musicales.